# Jaroslav Markovič
Jaroslav Markovič (* 22. května 1985 Martin, Československo) je slovenský lední hokejista, hrající na pozici levého útočníka. Působil jak ve své rodné zemi, kde hrál za týmy Martina, Zvolenu a Dukly Trenčín, tak také v zahraničí, a sice ve Spojených státech amerických za Tri-City Storm, dále v Německu za Heilbronn Falcons a také v České republice, a to v dresu Pardubic a od sezóny 2015/2016 Slavie Praha. Ta jej sledovala již delší dobu a měla o něj zájem již během předchozí sezóny, kdy ji vedl slovenský trenér Dušan Gregor.